# Gordana Matic
Gordana Matic é uma matemática croata-estadunidense, professora da Universidade da Geórgia. Suas pesquisas envolvem topologia de baixa dimensão e geometria do contato.
Matic obteve um doutorado na Universidade de Utah em 1986, orientada por Ronald John Stern, e trabalhou como C.L.E. Moore instructor no Instituto de Tecnologia de Massachusetts (MIT) antes de ser professora na Universidade da Geórgia.
Matic foi palestrante na Distinguished Women in Mathematics Lecture Series da Universidade do Texas em Austin na primavera de 2012. Em 2014 foi eleita fellow da American Mathematical Society "for contributions to low-dimensional and contact topology."